# Anopheles faini
Anopheles faini är en tvåvingeart som beskrevs av Narcisse Leleup 1952. Anopheles faini ingår i släktet Anopheles och familjen stickmyggor. Inga underarter finns listade i Catalogue of Life.